# Tambor (contenedor)

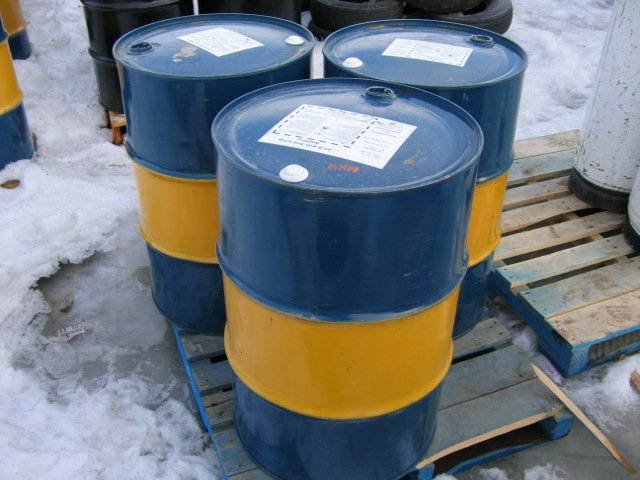
Tanques con aceite.

Un tambor es un contenedor o recipiente cilíndrico utilizado para el envío de carga a granel. Los tambores pueden ser de acero, de cartón denso (comúnmente llamado tambor de fibra), o de plástico, y se utilizan generalmente para el transporte y almacenamiento de líquidos y polvos. Los tambores suelen estar acreditados para el transporte de mercancías y sustancias peligrosas. Las mercancías enviadas deben coincidir con la marca del tambor necesaria para cumplir con la normativa aplicable.

## Historia
Henry Wehrhahn, empleado de la Iron Clad Manufacturing Company de Nellie Bly en Nueva York, recibió dos patentes en diciembre de 1905 que darían origen al moderno recipiente de acero de 55 galones. El uso de estos tambores de 200 litros se generalizó durante la Segunda Guerra Mundial, la primera guerra en la que se disponía ampliamente de camiones, acero laminado en frío, maquinaria para forjar estampados o patrones y soldadura. Fueron utilizados inicialmente por las potencias del Eje (Alemania e Italia), pero rápidamente fueron adoptados por los Aliados.

## Construcción
Existe una amplia variedad de construcciones y tamaños. Cuando el uso previsto es el transporte de materiales peligrosos, se aplican estrictos requisitos regulatorios. Con la coordinación de la UN Recommendations on the Transport of Dangerous Goods, las autoridades nacionales y regionales exigen la construcción de recipientes y el rendimiento demostrado en pruebas rigurosas. El Industrial Steel Drum Institute también ha proporcionado directrices para la realización de las pruebas. Los recipientes tienen símbolos grabados para identificar la certificación para el transporte de ciertos tipos de productos. Muchos recipientes miden nominalmente poco menos de 880 mm (35 pulgadas) de alto y un diámetro de poco menos de 610 mm (24 pulgadas), y cuentan con un volumen nominal común de 208 l (55 galones estadounidenses), mientras que el volumen de un barril de petróleo crudo es de 42 galones estadounidenses (159 litros). En Estados Unidos, también son comunes los recipientes de 25 galones estadounidenses (95 litros) y tienen la misma altura. Esto facilita el apilamiento de palés mixtos. Pueden estar hechos de plástico, cartón laminado o acero.